# Гамаліївщина (заказник)
Гамалі́ївщина — ботанічний заказник місцевого значення в Україні. Розташований у межах Варвинського району Чернігівської області, на південний захід від села Тонка. 
Площа 162 га. Статус присвоєно згідно з рішенням Чернігівського облвиконкому від 04.12.1978 року № 529; від 27.12.1984 року № 454; від 28.08.1989 року № 164. Перебуває у віданні ДП «Прилуцьке лісове господарство» (Варвинське л-во, кв. 13-20). 
Статус присвоєно для збереження лісового масиву віком понад 60 років з високопродуктивними насадженнями дуба. У домішку — липа, горіх, плодові види.
У трав'яному покриві зростають яглиця звичайна, зірочник лісовий, осока волосиста та інші неморальні види: копитняк європейський, купина багатоквіткова, медунка темна, лілія лісова, барвінок малий.